# Arbella Stuart
Pour les articles homonymes, voir Stuart.
Arbella Stuart, ou Arabella Stewart (1575 - 27 septembre 1615), est une aristocrate de la Renaissance de la maison Stuart, que l'on considéra comme une éventuelle héritière du trône d'Angleterre après la mort de la reine Élisabeth Ire. Durant le règne de son cousin Jacques VI et Ier, elle épouse en secret William Seymour. Le roi emprisonne alors William Seymour et la place en résidence surveillée. Quand le couple tente de fuir l'Angleterre, elle est capturée et détenue à la Tour de Londres, où elle meurt à l'âge de 39 ans.

## Famille

Arbre généalogique montrant la place d'Arbella Stuart au sein des familles Tudor et Stuart et sa position comme possible héritière du trône.

Arbella Stuart est une descendante directe du roi Henri VII d'Angleterre. Fille unique de Charles Stuart, 5e comte de Lennox, et d'Elizabeth Cavendish, elle est la petite-fille de Matthew Stewart, et de Margaret Douglas, elle-même fille de Marguerite Tudor, veuve de Jacques IV d'Écosse, mère de Jacques V d'Écosse et fille d'Henri VII d'Angleterre. Margaret Douglas est issue du deuxième mariage de Marguerite Tudor, avec Archibald Douglas . Ses grands-parents paternels ont eu deux fils : Charles, son père, et son frère aîné, Henry Stuart, lord Darnley, deuxième mari de Marie Stuart et père du roi Jacques Ier d'Angleterre.
Ses grands-parents maternels sont Sir William Cavendish et Bess de Hardwick.

## Biographie

### Enfance

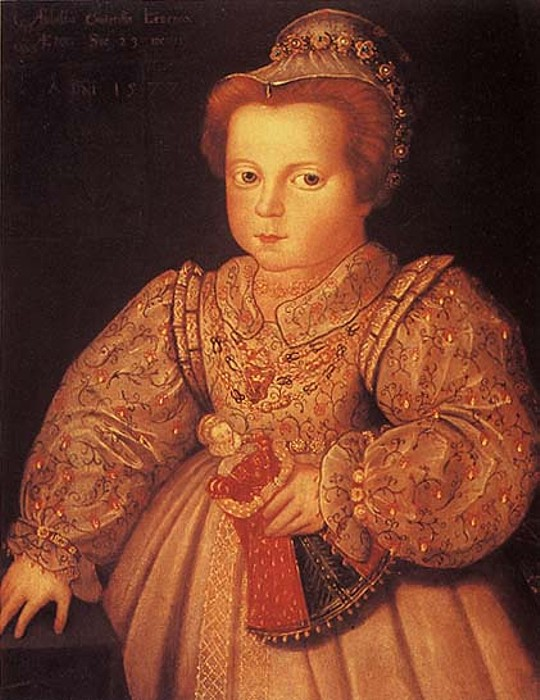
Arbella Stuart en 1577.

Son père meurt en 1576 et elle élevée par sa mère loin de la cour avec l'aide de sa grand-mère paternelle, Margaret Douglas. Quelques semaines avant la mort de sa grand-mère en 1578, elle devient brièvement dame de compagnie de la reine Élisabeth Ire.
Elle est recueillie à la mort de sa mère en 1582 par sa grand-mère maternelle, Bess de Hardwick, et n'est pas confiée à Lord Burghley, pourtant responsable des pupilles de la Couronne. Elle passe une enfance protégée et isolée à Hardwick Hall aux côtés de sa grand-mère et de son époux, George Talbot, 6e comte de Shrewsbury. Il semble qu'elle ait visité régulièrement la cour, notamment aux étés de 1587 et 1588 et de novembre 1591 à juillet 1592.
Début 1589, un étudiant de Cambridge nommé Morley "enseigne à Arbell et lui fait la lecture", ce que Bess de Hardwick rapporte à Lord Burghley dans une lettre datée du 21 septembre 1592. Il a été spéculé que ce Morley pourrait être le poète Christopher Marlowe, dont le nom était parfois écrit ainsi. Parlant couramment le français, le latin, le grec, l'italien et l'espagnol, elle lit dès l'adolescence Platon, Plutarque et Aristote et joue du luth, de la viole de gambe et du virginal.
Jusqu'en 1592, Arbella est considérée comme l'une des candidates naturelles à la succession de sa cousine issue de germains, la reine Élisabeth Ire. Cependant, entre la fin de 1592 et le printemps de 1593, le Lord Trésorier, Lord Burghley, et son fils, le Secrétaire d'Etat Robert Cecil, détournent leur attention d'Arbella au profit de son cousin Jacques VI d'Écosse, qu'ils considèrent comme un successeur plus avantageux pour le royaume.

### Projets de mariage

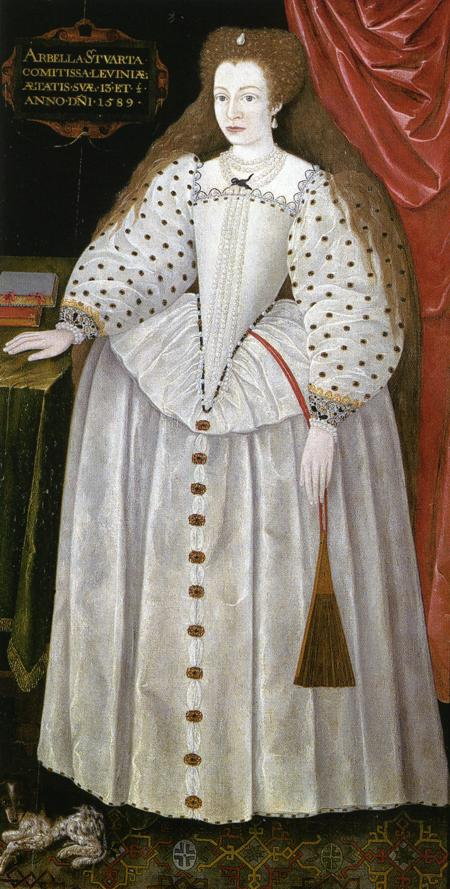
Arbella Stuart en 1589.

En raison de la proximité d'Arbella avec la couronne, les discussions concernant son mariage commencent dès l'enfance, et elle reçoit de nombreuses propositions, dont celle du fils de Robert Dudley, le favori de la reine, mais celle-ci refuse.
En 1588, il est proposé à Jacques VI d'unir Ludovic Stuart, 2e duc de Lennox, à Arbella. Le roi est intéressé mais le serviteur de la comtesse de Lennox, Thomas Fowler, le dissuade.
D'autres prétendants sont alors envisagés, et parmi eux les fils d'Alexandre Farnèse, duc de Parme, descendants de Jean de Gand. Le but est d'apaiser les catholiques anglais, voire de convertir Arbella. Cependant, l'aîné, Ranuce, est déjà marié, et le cadet, Édouard, est cardinal. On rapporte alors que le pape serait près à libérer Édouard de ses obligations, mais l'hostilité d'Élisabeth Ire à une telle union met fin au projet avant même qu'Arbella soit approchée.
Dans les derniers mois du règne d'Élisabeth, Arbella est inquiétée quand il est dit qu'elle chercherait à épouser Edward Seymour. Ces rumeurs ont été rapportées à la reine par le grand-père du supposé fiancé, Edward Seymour, 1er comte d'Hertford. Arbella nie alors toute intention de se marier sans la permission de la souveraine.
Lorsque Élisabeth Ire meurt en 1603, elle insiste pour qu'Arbella Stuart «mène son deuil», l'empêchant de nouveau de se marier. Ainsi, quand en 1604, Sigismond Vasa, roi de Pologne, envoie un ambassadeur pour demander sa main, l'offre est rejetée.

### Vie à la cour
En mars 1603, Jacques VI devient donc roi d'Angleterre par l'Union des Couronnes. Peu après son avènement, Arbella est envoyée à Sheen, loin de Londres, avant de revenir à la cour où elle intègre la suite d'Anne de Danemark,.
Lorsque la peste atteint Londres en octobre, la cour se réfugie à Basing House puis à Winchester. Arbella écrit au comte de Shrewsbury et critique un masque, Prince Henry's Welcome at Winchester organisé par Anne de Danemark pour son fils, Henri-Frédéric, ainsi que les jeux et chants puérils appréciés par la cour de la reine .
En novembre 1603, les conjurés du Main Plot conspirent pour renverser le roi et couronner Arbella à sa place. Arbella est invitée à participer et accepte d'écrire à Philippe III d'Espagne, cependant, elle informe immédiatement le roi. À la fin de 1609, Arbella s'attire des ennuis pour ses liens avec un imposteur, le "Prince de Moldovia" et d'autres de ses actions attirent la suspicion, mais elle est pardonnée, et le roi lui offre de l'argenterie d'une valeur de 200 livres pour ses étrennes,.
Le 5 juin 1610, Arbella danse dans un masque de Samuel Daniel, Tethys' Festival, organisé pour célébrer l'investiture du prince Henri-Frédéric comme prince de Galles. Elle est placée dans l'ordre de préséance juste après Anne de Danemark et la princesse Élisabeth.

### Mariage secret
Très proche du futur duc de Somerset William Seymour, elle finit par l'épouser en secret le 22 juin 1610, sans l'autorisation officielle du roi,. Un mois après les noces, le roi l'apprend, les déclare coupable de haute trahison et fait arrêter le couple le 8 juillet 1610. Arbella Stuart est enfermée à Durham et son époux à la Tour de Londres,. De son exil, elle envoie de nombreuses lettres à son cousin pour lui faire changer d'avis, sans succès.
Transférée à Barnet, elle échafaude un plan pour s'enfuir avec son époux en France. Le 20 juillet 1610, elle quitte l'établissement dans une pèlerine avec l'intention de retrouver Seymour à Lee, dans la banlieue de Londres mais celui-ci arrive en retard. Alors que le navire sur lequel elle est montée approche des côtes françaises, elle est reprise par les hommes de Jacques Ier et ramenée à Londres où elle est enfermée à la Tour. Son époux, Seymour, a réussi à passer en Flandres. En 1612, elle est condamnée à la réclusion à perpétuité pour s'être mariée sans l'accord du roi. Elle meurt finalement le 27 septembre 1615 à l'âge de 39 ans et est inhumée à l'abbaye de Westminster.

## Hommages littéraires
Le poème d'Emilia Lanier Salve Deus Rex Judaeorum est dédié à Arbella. Emilia Lanier et Arbella étaient amies, et la poète la décrit comme : "Une dame très cultivée que j'ai longtemps connue, mais pas autant que je le désirais". Le poème de Felicia Hemans Arabella Stuart est à propos d'Arbella, et imagine ses pensées alors qu'elle est en train de mourir en prison.